# The 10th Kingdom
The 10th Kingdom (engelska: Det 10:e Kungariket) är en amerikansk miniserie ämnad för TV. Serien släpptes av Hallmark Entertainment år 2000 med manus skrivet av Simon Moore. Serien handlar om Virginia Lewis som lever ett stillsamt liv med sin far Anthony i Central Park, New York. När en portal till en annan dimension öppnas, och varelser från sagovärlden hamnar mitt i New York, dras Virginia och Tony in i ett äventyr de aldrig kommer glömma. 
Serien tog mer än två år att förbereda, och mer än 7 månader att filma.

## Handling
Den arrogante kronprinsen Wendell White är en ättling och arvtagare till Snövit. Under en artighetsvisit till fängelset Snow White Memorial Prison blir han förvandlad till hund av sin onda styvmor, den onda drottningen, medan hennes hund istället tar hans plats. Förtvivlad flyr Wendell från sin styvmor, och råkar av misstag stöta till en magisk spegel som öppnar en portal till en annan värld. Prinsen tar tillfället i akt och försvinner genom portalen. Drottningen sänder halvvargen Varg och trollkungens tre korkade avkommor Kraft, Blåklocka och Pladdertrut att finna och hämta hem prinsen, så att han inte ska förstöra hennes onda planer att ta över de nio kungarikena i sagovärlden.
Fortfarande i form av en hund hamnar Wendell i Central Park och blir påkörd av Virginia, som är på väg till jobbet på sin cykel. Skuldmedveten tar hon med sig den bortsprungne hunden till jobbet, i hopp om att kanske hitta hans ägare. En kollega till henne ger honom passande nog namnet "Prins". Strax därefter anländer även Varg och trollen till Central Park och börjar söka efter prins Wendell. De tre trollen vandrar planlöst runt, fascinerade av den värld de upptäckt, och väljer att kalla den "det 10e kungariket", då världen de lever i endast innefattar nio kungariken. Varg å andra sidan följer spåren raka vägen till Virginia och Prins.
Efter att ha blivit jagade runt New York, beger sig till slut Virginia, Tony och Prins tillbaka genom portalen till Snow White Memorial Prison, tätt efterföljda av Varg och trollen. Virginia blir där kidnappad av trollen, medan Tony och Prins misstas av vakterna för att vara bundsförvanter till drottningen som hjälpt henne fly från fängelset, och de låses in. Varg, som blev förälskad i Virginia vid första ögonkastet, trotsar drottningens order och beger sig till trollens fort för att rädda sin älskade Virginia.
Efter att motvilligt ha kastats in i detta äventyr försöker Tony och Virginia få tag på den magiska spegeln som ledde dem dit så att de kan ta sig hem, men nya komplikationer uppstår ständigt och det visar sig att de trots allt kanske var menade att hamna där. De nio kungarikena behöver hjälp att besegra den onda drottningen, och Virginia, Tony, Prins och Varg verkar vara de enda som kan rädda dem.

## Rollista
- Virginia Lewis (Kimberly Williams)
- Anthony "Tony" Lewis (John Larroquette)
- Varg (Scott Cohen)
- Wendell "Prins" White (Daniel Lapaine)
- Christine White, Den Onda Drottningen (Dianne Wiest)
- Jägaren (Rutger Hauer)
- Trollkungen Relish (Ed O'Neill)
- Trollet Kraft (Hugh O'Gorman)
- Trollet Pladdertrut (Dawnn Lewis)
- Trollet Blåklocka (Jeremiah Birkett)
- Snövit (Camryn Manheim)
- Askungen (Ann-Margret)